# World Break: Aria of Curse for a Holy Swordsman
World Break: Aria of Curse for a Holy Swordsman (聖剣使いの禁呪詠唱?, Seiken tsukai no wārudo bureiku) è una serie di light novel scritta da Akamitsu Awamura ed illustrata da Refeia, edita da SB Creative, sotto l'etichetta GA Bunko, da novembre 2012 a giugno 2018. Un adattamento manga è stato serializzato sulla rivista Comp Ace di Kadokawa Shoten tra aprile 2014 e gennaio 2016, mentre, un adattamento anime, prodotto da Diomedéa, è stato trasmesso in Giappone tra l'11 gennaio e il 29 marzo 2015.

## Trama
La storia segue le vicende di Moroha, un ragazzo che si iscrive all'accademia per gli eroi dove sono ammessi solo coloro che ricordano la loro vita passata. Gli studenti combattono contro dei mostri chiamati Metaphisical, usando due categorie di potere: gli shirogane brandiscono le armi, mentre i kurogame usufruiscono della magia. Moroha è l'unico in grado di usare entrambi gli stili perché ricorda entrambe le sue due vite passate; ad accompagnarlo vi sono la kurogane Shizuno e la shirogane Satsuki.

## Personaggi
Moroha Haimura (灰村 諸葉?, Haimura Moroha)
Doppiato da: Kaito Ishikawa
Il protagonista in tutte le sue vite era caratterizzato da capelli viola con un ciuffo bianco e occhi blu. in una vita passata era stato un cavaliere di nome Flaga, fratello di Sarasha, mentre in un'altra vita è stato un mago chiamato Shu Saura, il signore dell'ade, ed era il marito della strega dell'ade. nell'ultimo episodio fonde entrambe le sue vite passate.
Satsuki Ranjō (嵐城 サツキ?, Ranjō Satsuki)
Doppiata da: Ayana Taketatsu
Usa il potere di tipo Shirogane, sia in questa che nelle vita passata aveva i capelli rosa e gli occhi viola. Nella sua vita precedente si chiamava Sarasha ed era sorella di Flag, infatti chiama Moroha: " niisama".
Shizuno Urushibara (漆原 静乃?, Urushibara Shizuno)
Doppiata da: Aoi Yūki
Sia in questa che nella vita passata è caratterizzata da capelli rossicci e occhi verdi, ed è una combattente di tipo Kurogane. nella sua vita passata è stata la moglie di Shu Saura. Era ed è conosciuta come la maga dell'ade. Nella sua vita precedente fu salvata dalla schiavitù da Shu Saura.
Maya Shimon (四門 摩耶?, Shimon Maya)
Doppiata da: Yui Ogura
È una bambina caratterizzata da capelli biondi e occhi verde chiaro, ha il potere della cura, ed è molto affezionata a Moroha.
Haruka Momochi (百地 春鹿?, Momochi Haruka)
Doppiata da: Maaya Uchida

## Media

### Light novel
La serie di light novel è stata scritta da Akamitsu Awamura con le illustrazioni di Refeia e pubblicata da SB Creative, sotto l'etichetta GA Bunko, tra il 15 novembre 2012 e il 15 giugno 2018.
| Nº | Data di prima pubblicazione                | Data di prima pubblicazione                                                              | Data di prima pubblicazione |
| Nº | Giapponese                                 | Giapponese                                                                               |                             |
| -- | ------------------------------------------ | ---------------------------------------------------------------------------------------- | --------------------------- |
| 1  | 15 novembre 2012                           | ISBN 978-4-7973-7195-6                                                                   |                             |
| 2  | 15 febbraio 2013                           | ISBN 978-4-7973-7305-9                                                                   |                             |
| 3  | 15 aprile 2013                             | ISBN 978-4-7973-7363-9                                                                   |                             |
| 4  | 12 agosto 2013                             | ISBN 978-4-7973-7472-8                                                                   |                             |
| 5  | 15 novembre 2013                           | ISBN 978-4-7973-7523-7                                                                   |                             |
| 6  | 15 febbraio 2014 (ed. regolare & limitata) | ISBN 978-4-7973-7556-5 (ed. regolare) ISBN 978-4-7973-7557-2 (ed. limitata con drama-CD) |                             |
| 7  | 15 maggio 2014                             | ISBN 978-4-7973-7741-5                                                                   |                             |
| 8  | 12 agosto 2014                             | ISBN 978-4-7973-8016-3                                                                   |                             |
| 9  | 15 novembre 2014                           | ISBN 978-4-7973-8167-2                                                                   |                             |
| 10 | 15 gennaio 2015                            | ISBN 978-4-7973-8248-8                                                                   |                             |
| 11 | 14 febbraio 2015 (ed. regolare & limitata) | ISBN 978-4-7973-8234-1 (ed. regolare) ISBN 978-4-7973-8235-8 (ed. limitata con drama-CD) |                             |
| 12 | 15 giugno 2015                             | ISBN 978-4-7973-8332-4                                                                   |                             |
| 13 | 12 agosto 2015                             | ISBN 978-4-7973-8481-9                                                                   |                             |
| 14 | 15 ottobre 2015                            | ISBN 978-4-7973-8523-6                                                                   |                             |
| 15 | 15 febbraio 2016 (ed. regolare & limitata) | ISBN 978-4-7973-8619-6 (ed. regolare) ISBN 978-4-7973-8618-9 (ed. limitata con drama-CD) |                             |
| 16 | 15 giugno 2016                             | ISBN 978-4-7973-8737-7                                                                   |                             |
| 17 | 12 agosto 2016                             | ISBN 978-4-7973-8886-2                                                                   |                             |
| 18 | 15 ottobre 2016                            | ISBN 978-4-7973-8944-9                                                                   |                             |
| 19 | 15 febbraio 2017                           | ISBN 978-4-7973-8970-8                                                                   |                             |
| 20 | 15 giugno 2017                             | ISBN 978-4-7973-9181-7                                                                   |                             |
| 21 | 13 ottobre 2017                            | ISBN 978-4-7973-9383-5                                                                   |                             |
| 22 | 15 giugno 2018                             | ISBN 978-4-7973-9705-5                                                                   |                             |

### Manga
Un adattamento manga, disegnato da Rio Nanamomo, è stato serializzato sulla rivista Comp Ace di Kadokawa Shoten dal 26 aprile 2014 al 26 gennaio 2016. I vari capitoli sono stati raccolti in quattro volumi tankōbon, pubblicati tra il 26 dicembre 2014 e il 26 febbraio 2016.

#### Volumi
| Nº | Data di prima pubblicazione | Data di prima pubblicazione | Data di prima pubblicazione |
| Nº | Giapponese                  | Giapponese                  |                             |
| -- | --------------------------- | --------------------------- | --------------------------- |
| 1  | 26 dicembre 2014            | ISBN 978-4-04-102465-2      |                             |
| 2  | 26 gennaio 2015             | ISBN 978-4-04-102466-9      |                             |
| 3  | 26 agosto 2015              | ISBN 978-4-04-103339-5      |                             |
| 4  | 26 febbraio 2016            | ISBN 978-4-04-103782-9      |                             |

### Anime
Un adattamento anime, prodotto da Diomedéa e diretto da Takayuki Inagaki, è andato in onda dall'11 gennaio al 29 marzo 2015. Le sigle di apertura e chiusura sono rispettivamente Hi no ito rin'ne no gemini (緋ノ糸輪廻ノGEMINI?) delle petit milady e Magna Idea (マグナ・イデア?) di fortuna. In varie parti del mondo gli episodi sono stati trasmessi in streaming in simulcast, anche coi sottotitoli in lingua italiana, da Crunchyroll, mentre in America del Nord la serie è stata caricata sul sito di Funimation. In Australia e Nuova Zelanda, invece, i diritti di streaming e distribuzione home video sono stati acquistati da Madman Entertainment.

#### Episodi
| Nº | Titolo italiano Giapponese 「Kanji」 - Rōmaji | In onda          | In onda |
| Nº | Titolo italiano Giapponese 「Kanji」 - Rōmaji | Giapponese       |         |
| 1  | Reincarnazione 「転生せし者 -The Reincarnater-」 - Tensei seshi mono -The Reincarnater-                                                              | 11 gennaio 2015  |         |
| 2  | Pervadi la mia spada, Fiamma Magica! 「我が剣に宿れ魔焔 -The Swordbringer comes back-」 - Waga ken ni yadore ma homura -The Swordbringer comes back- | 18 gennaio 2015  |         |
| 3  | La Strega dell'Aldilà 「冥府の魔女 -The Black Sorceress-」 - Meifu no majo -The Black Sorceress-                                                     | 25 gennaio 2015  |         |
| 4  | Il violento attacco dei Cavalieri Bianchi 「白騎士強襲 -The Silver Knight-」 - Shiro kishi kyōshū -The Silver Knight-                                | 1º febbraio 2015 |         |
| 5  | We are l'estate! 「We Are The・夏 -We are the "Natsu"-」                                                                                             | 8 febbraio 2015  |         |
| 6  | Noi siamo le Spade della Salvezza 「我ら、救世の剣なり -We are the "Saviors"-」 - Warera, kyūse no ken'nari -We are the "Saviors"-                   | 15 febbraio 2015 |         |
| 7  | L'alieno dai capelli argentati 「銀髪の異邦人 -a foreigner-」 - Ginpatsu no ihōjin -a foreigner-                                                     | 22 febbraio 2015 |         |
| 8  | La Spada Demoniaca e la Spada Sacra 「魔剣と聖剣 -ambivalent-」 - Maken to seiken -ambivalent-                                                       | 1º marzo 2015    |         |
| 9  | Verso la Siberia 「シベリア行 -Lonely Soldier-」 - Shiberia-yuki -Lonely Soldier-                                                                    | 8 marzo 2015     |         |
| 10 | Battaglia decisiva: Ekaterinburg 「10話「決戦・エカテリンブルク」 -Ouroboros-」 - Kessen ekaterinburuku -Ouroboros-                                  | 15 marzo 2015    |         |
| 11 | Un incubo dalla vita passata 「悪夢は前世より -Karma-」 - Akumu wa zense yori -Karma-                                                                | 22 marzo 2015    |         |
| 12 | Al di là di due vite 「二つの生を越え -Beyond the time-」 - Futatsu no nama o koe -Beyond the time-                                                  | 29 marzo 2015    |         |